# ستانمور (محطة مترو أنفاق لندن)
ستانمور (بالإنجليزية: Stanmore) هي إحدى محطات مترو أنفاق لندن. تقع على خط جوبيلي أفتتحت في المنطقة (Zone) رقم 5 أفتتحت في 10 ديسمبر 1932.

## معرض صور

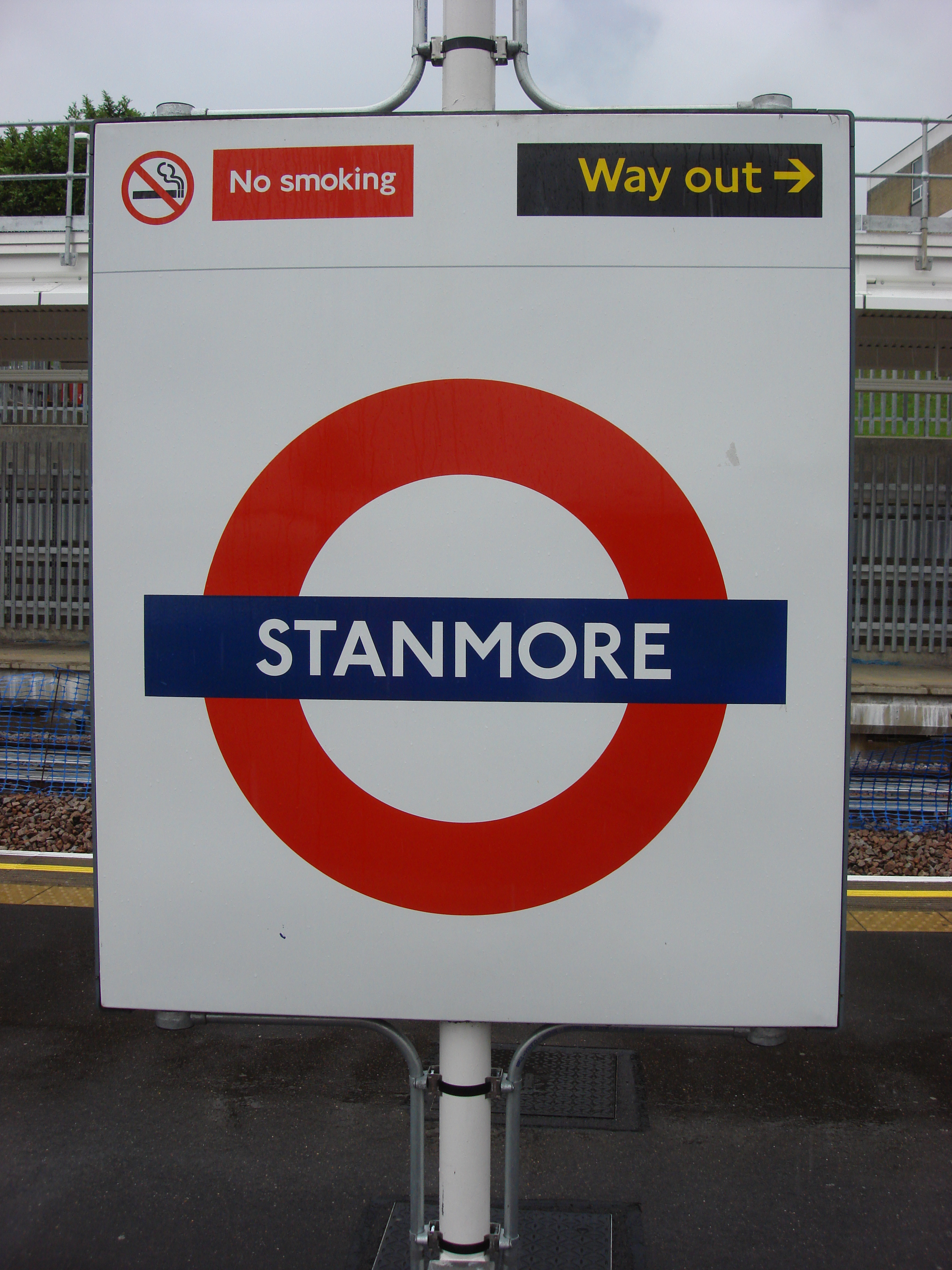
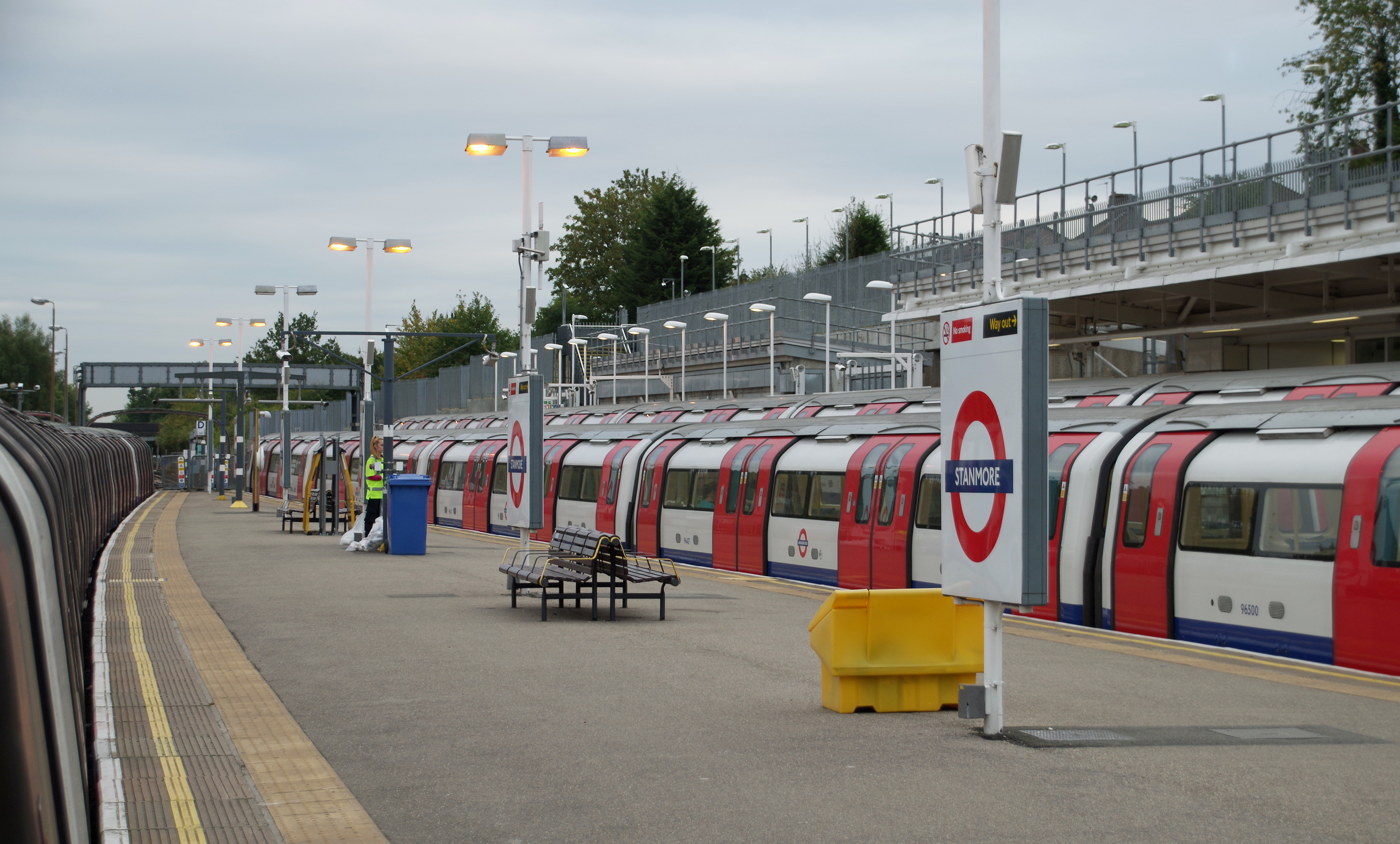
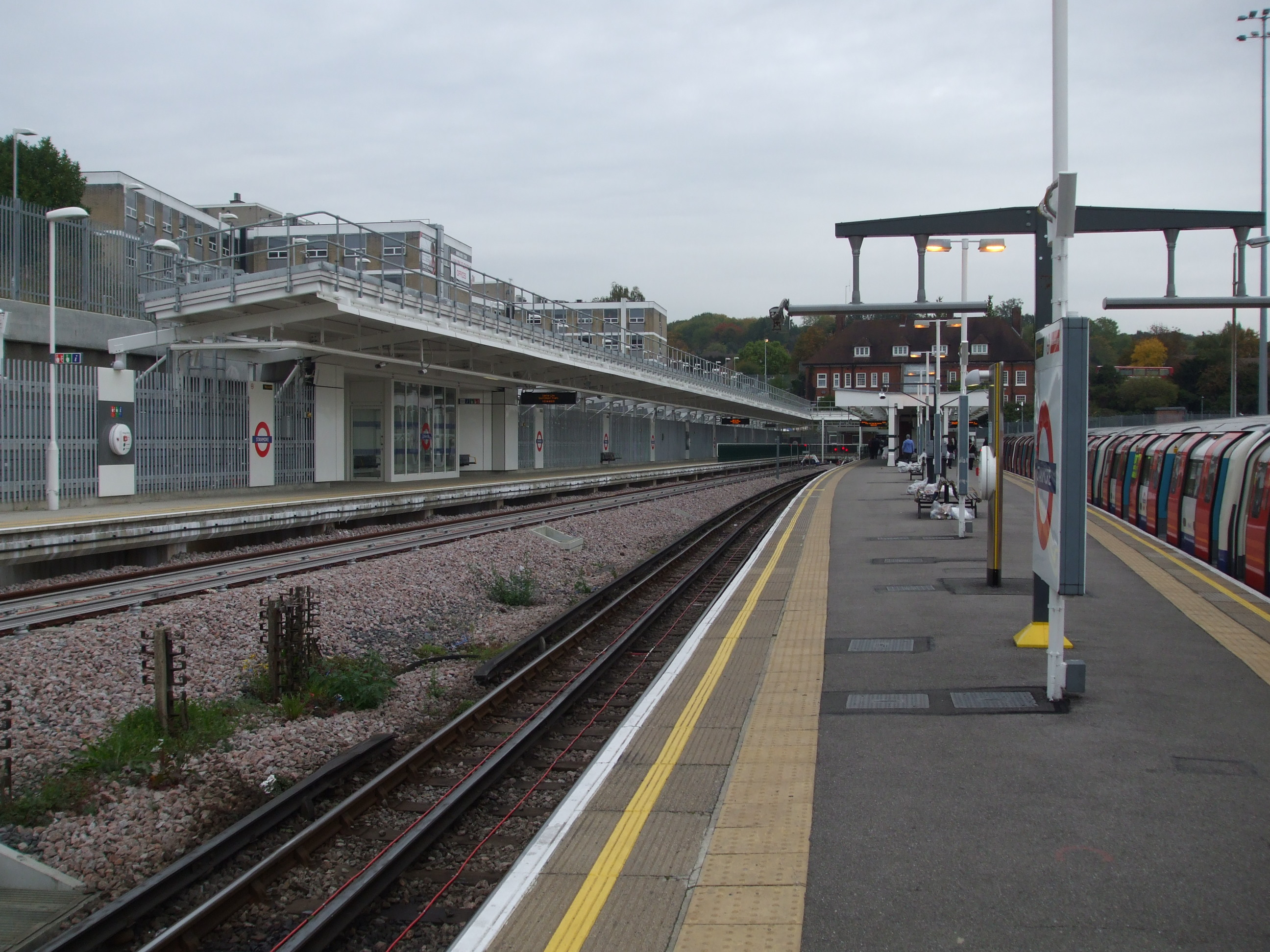
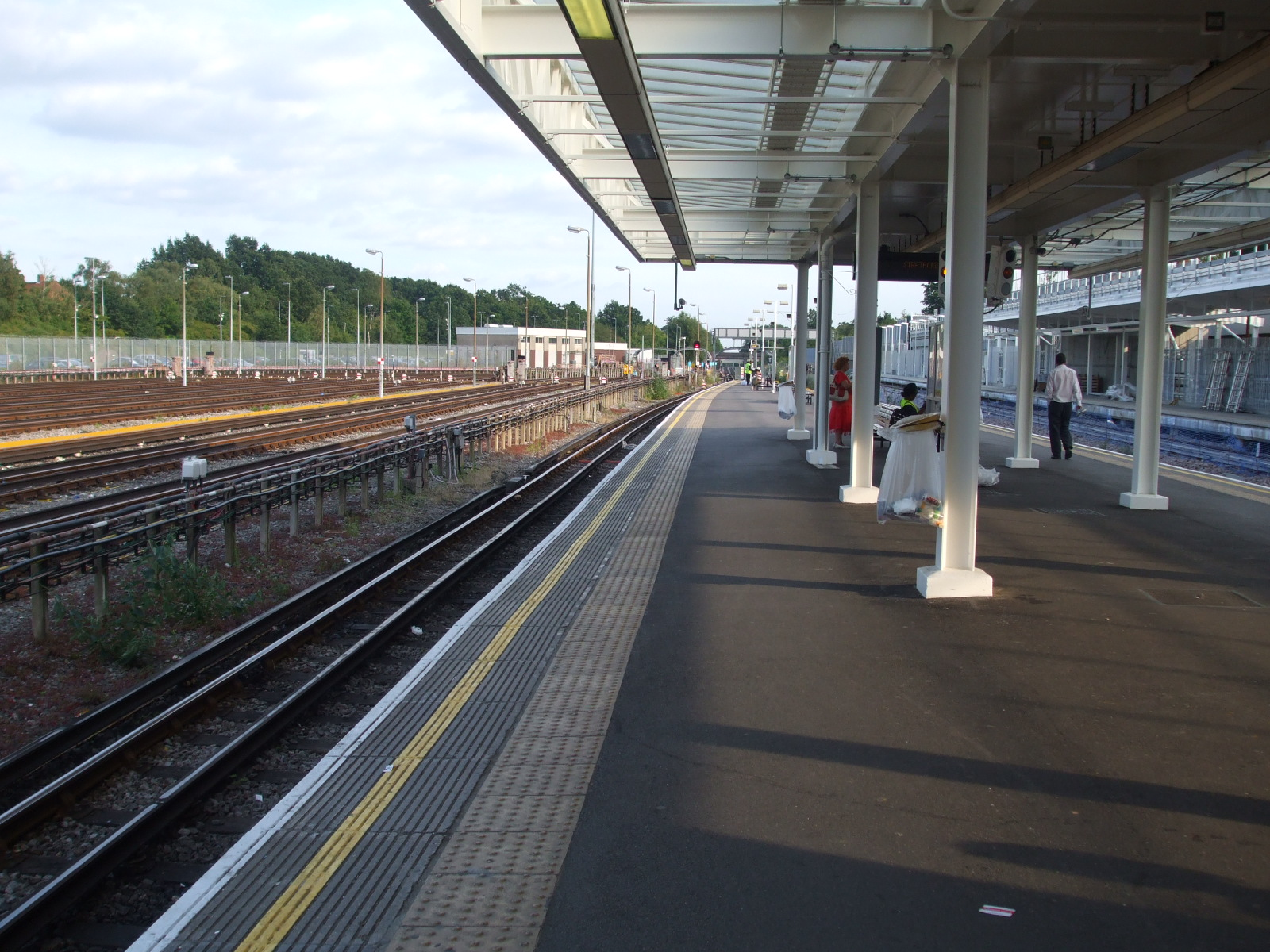